# صاریغ قلمی پاناما
صاریغ قلمی پاناما (نام علمی: Marmosops invictus) نام یک گونه از سرده صاریغ‌های قلمی است.